# Жемчужинка
Жемчу́жинка (яп. 珍珠鱗 тинсюрин, чешуя из редкого жемчуга) — одна из искусственно культивированных декоративных пород аквариумной «золотой рыбки» (лат. Carassius auratus auratus), отличающаяся необычной формой чешуек, напоминающих жемчуг.

## История происхождения
Породная разновидность золотые рыбки «жемчужинка» была выведена в конце периода правления китайской династии Цин (1848—1925 годы) при планомерном скрещивании различных линий и тщательной селекции.

## Описание
Короткое, вздутое, 15-сантиметровое яйцеобразное тело — плотное, как у вуалехвоста. Все плавники короткие. На теле отдельные, крупные и выпуклые чешуйки, похожие на разрезанные пополам и приклеенные жемчужинки. При неосторожной утрате во время каких-либо повреждений перламутровой чешуйки новая вырастает обыкновенной формы и не повторяет свою прежнюю оригинальность.

### Окрас
Окрас тела преимущественно оранжевый, красный и белый. Возможны варианты размыто-пятнистой окраски рыб при жёлтом и ином, тёмном сочетании.

### Вариации
В последнее время [уточнить]встречаются чёрные и ситцевые особи.